# Shūr Ḩeşār
Shūr Ḩeşār (persiska: شور حصار) är en ort i Iran.   Den ligger i provinsen Khorasan, i den nordöstra delen av landet, 700 km öster om huvudstaden Teheran. Shūr Ḩeşār ligger 1 716 meter över havet och antalet invånare är 243.
Terrängen runt Shūr Ḩeşār är kuperad söderut, men norrut är den platt. Terrängen runt Shūr Ḩeşār sluttar norrut. Runt Shūr Ḩeşār är det ganska glesbefolkat, med 25 invånare per kvadratkilometer. Närmaste större samhälle är Robāţ-e Sang, 8,7 km väster om Shūr Ḩeşār. Trakten runt Shūr Ḩeşār består i huvudsak av gräsmarker.